# Гордонвил (Алабама)
Гордонвил (енгл. Gordonville) град је у америчкој савезној држави Алабама. По попису становништва из 2010. у њему је живело 326 становника.

## Демографија
Према попису становништва из 2010. у граду је живело 326 становника, што је 8 (2,5%) становника више него 2000. године.
| Група             | 2000.       | 2010.       |
| Белци             | 11 (3,5%)   | 17 (5,2%)   |
| Афроамериканци    | 305 (95,9%) | 309 (94,8%) |
| Азијати           | 0 (0,0%)    | 0 (0,0%)    |
| Хиспаноамериканци | 4 (1,3%)    | 0 (0,0%)    |
| Укупно            | 318         | 326         |